# IEEE 802.11a
IEEE 802.11a és una modificació de l'estàndard tècnic 802.11 per WLAN desenvolupat pel grup de treball 11 del comitè d'estàndards LAN/MAN de The Institute of Electrical and Electronics Engineers (IEEE 802). 802.11a és doncs l'estàndard per WLAN que funciona en la banda ISM de freqüència 5 GHz, amb una amplada de banda a la capa física de fins a 54 Mbps que es tradueixen en una capacitat màxima disponible per capes superiors de poc més de 20Mbps.
La nova banda de 5 GHz li aplica la norma ETSI EN 301 893 a la CE.

## Freqüències
En tots els models de propagació l'abast d'un senyal de microones és inversament proporcional a la seva freqüència. Això vol dir que, en fer servir una freqüència superior, les xarxes 802.11a tenen un abast menor que les tecnologies que fan servir la banda de 2,4 GHz (dels prop de 100m de 802.11b a prop de 30m per 802.11a).
802.11a fa servir canals de la banda de 5 a 6 GHz amb una amplada de 20MHz. Segons les entitats reguladores dels diferents països, els canals permesos són:
| Identificador del canal | Freqüència central (MHz) | Amèrica del Nord | ETSI | Japó | Xina | Singapur | Taiwan |
| ----------------------- | ------------------------ | ---------------- | ---- | ---- | ---- | -------- | ------ |
| 34                      | 5.170                    | X                |      | X    |      |          |        |
| 36                      | 5.180                    | X                | X    | X    |      | X        |        |
| 40                      | 5.200                    | X                | X    | X    |      | X        |        |
| 44                      | 5.220                    | X                | X    | X    |      | X        |        |
| 48                      | 5.240                    | X                | X    | X    |      | X        |        |
| 52                      | 5.260                    | X                | X    | X    |      |          | X      |
| 56                      | 5.280                    | X                | X    | X    |      |          | X      |
| 60                      | 5.300                    | X                | X    | X    |      |          | X      |
| 64                      | 5.320                    |                  | X    | X    |      |          | X      |
| 100                     | 5.500                    |                  | X    |      |      |          |        |
| 104                     | 5.520                    |                  | X    |      |      |          |        |
| 108                     | 5.540                    |                  | X    |      |      |          |        |
| 112                     | 5.560                    |                  | X    |      |      |          |        |
| 116                     | 5.580                    |                  | X    |      |      |          |        |
| 120                     | 5.600                    |                  | X    |      |      |          |        |
| 124                     | 5.620                    |                  | X    |      |      |          |        |
| 128                     | 5.640                    |                  | X    |      |      |          |        |
| 132                     | 5.660                    |                  | X    |      |      |          |        |
| 136                     | 5.680                    |                  | X    |      |      |          |        |
| 140                     | 5.700                    |                  | X    |      |      |          |        |
| 149                     | 5.745                    | X                |      |      | X    |          |        |
| 153                     | 5.765                    | X                |      |      | X    |          |        |
| 157                     | 5.785                    | X                |      |      | X    |          |        |
| 161                     | 5.805                    | X                |      |      | X    |          |        |

Per la compatibilitat amb sistemes de radars existents i evitar interferències amb comunicacions per satèl·lit, a Europa calen la implementació d'un control dinàmic de les freqüències i un control automàtic de les potències de transmissió. És per això que pel seu ús en Europa, les xarxes 802.11a han d'incorporar les modificacions de l'estàndard 802.11h.

## Modulacions
L'amplada de banda per un canal de 802.11a és dividit en 52 sub-portadores OFDM (Multiplexació per Divisió de Freqüències Ortogonals), 48 de les quals són per dades, les altres quatre es fan servir com a referència per detectar possibles desfasaments. La separació entre sub-portadores és de 0,3125 MHz (20 MHz/64). És a dir, la informació s'envia en paral·lel per 48 canals diferents, de manera que es redueix l'efecte multi-camí i es guanya eficiència espectral.
L'estàndard defineix diferents modulacions amb diferents velocitats: 6, 9, 12, 18, 24, 36, 48 i 54 Mbps (només les de 6, 12 i 24 són obligatòries per tots els dispositius).
| Velocitat física (Mbps) | Modulació | Taxa de Codificació | Bits de codi per portadora | Bits de dades per símbol |
| ----------------------- | --------- | ------------------- | -------------------------- | ------------------------ |
| 6                       | BPSK      | 1/2                 | 1                          | 24                       |
| 9                       | BPSK      | 3/4                 | 1                          | 36                       |
| 12                      | QPSK      | 1/2                 | 2                          | 48                       |
| 18                      | QPSK      | 3/4                 | 2                          | 72                       |
| 24                      | 16-QAM    | 1/2                 | 4                          | 96                       |
| 36                      | 16-QAM    | 3/4                 | 4                          | 144                      |
| 48                      | 64-QAM    | 2/3                 | 6                          | 192                      |
| 54                      | 64-QAM    | 3/4                 | 6                          | 216                      |

La duració d'un símbol és de 4 microsegons, amb un temps de guarda de 0,8 microsegons. Notar que el nombre de bits de dades per símbol es pot calcular com: Nombre de Portadores de dades x Bits de codi per portadora x Taxa de Codificació, on el nombre de portadores de dades són 48. D'aquesta manera, la taxa física de transmissió pot ser calcuada com: Bits de dades per símbol / Durada d'un símbol, on la durada d'un símbol és 4 μs, com es menciona anteriorment.